# Kristine Sand
Nanna Kristine Sand (Oslo, 27 settembre 1977) è un'ex cestista norvegese.

## Carriera
Ala, ha giocato in Serie A1 con Termini Imerese e in Nazionale norvegese.